# Kay One
Kay One, pseudonimo di Kenneth Glöckler (Friedrichshafen, 7 settembre 1984), è un rapper tedesco.

## Discografia

### Album studio
| Anno | Titolo                 | Posizione massima | Posizione massima | Posizione massima |
| Anno | Titolo                 | GER               | AT                | CH                |
| ---- | ---------------------- | ----------------- | ----------------- | ----------------- |
| 2010 | Kenneth allein zu Haus | 7                 | 12                | 43                |
| 2012 | Prince of Belvedair    | 4                 | 4                 | 7                 |
| 2013 | Rich Kidz              | 0                 | 0                 | 0                 |
| 2015 | J.G.U.D.Z.S.           | 0                 | 0                 | 0                 |

### Album in collaborazione
| Anno | Titolo                                   | Posizione massima | Posizione massima | Posizione massima | Nota            |
| Anno | Titolo                                   | GER               | AT                | CH                | Nota            |
| ---- | ---------------------------------------- | ----------------- | ----------------- | ----------------- | --------------- |
| 2010 | Berlins Most Wanted (con Bushido e Fler) | 2                 | 3                 | 3                 | vendite: 60.000 |

### Sampler
| Anno | Titolo                                                                  | Posizione massima | Posizione massima | Posizione massima | Nota            |
| Anno | Titolo                                                                  | GER               | AT                | CH                | Nota            |
| ---- | ----------------------------------------------------------------------- | ----------------- | ----------------- | ----------------- | --------------- |
| 2007 | Ersguterjunge Sampler 3 - Alles Gute kommt von unten ---> ersguterjunge | 8                 | 15                | 43                | vendite: 75.000 |

### Singoli
| Anno | Titolo                                             | Classifica singoli | Classifica singoli | Classifica singoli |
| Anno | Titolo                                             | GER                | AT                 | CH                 |
| ---- | -------------------------------------------------- | ------------------ | ------------------ | ------------------ |
| 2007 | Alles Gute kommt von unten (con Bushido e Chakuza) | 57                 | 68                 | -                  |
| 2010 | Ich brech die Herzen                               | 67                 | -                  | -                  |
| 2010 | Berlins Most Wanted (con Bushido e Fler)           | 31                 | 57                 | -                  |
| 2012 | I Need a Girl Part 3 (feat. Mario Winans)          | 29                 | 44                 | 39                 |
| 2012 | Finale wir kommen (feat. Shindy)                   | 29                 | -                  | -                  |

### Altre pubblicazioni
- 2006: Cologne Ciddy ---> (Freetrack)
- 2006: Wir werden Stars (Isyankar feat. Kay One)
- 2006: Alles oder nichts (Eko Fresh feat. Kay One) ---> (Freetrack)
- 2006: Wir sind Soldier, Homie (Eko Fresh feat. Kay One)
- 2007: MySpace Exclusiv (feat. Adrenalin) ---> (Freetrack)
- 2007: Nette Kanacken (Chablife feat. Kay One)
- 2007: Warum ---> (Freetrack)
- 2007: Vergib mir ---> (Freetrack)
- 2007: Keine Sonne (Bushido feat. Kay One) ---> 7 (Album)
- 2007: Meine Tränen schreiben deinen Namen (feat. Ramsi Aliani) ---> (Freetrack)
- 2008: Was Ein Chabo Braucht
- 2008: Flügel (feat. Ossama)
- 2008: Dieses Lied (feat. K-Seyf e Dudi)
- 2008: Zu zweit und doch allein  (feat. Tarééc)
- 2008: Der Coole von der Schule ---> (Freetrack)
- 2008: La Familia (Baba Saad feat. Bushido e Kay One) ---> Saadcore (Album)
- 2008: Heavy Metal (Bushido feat. Kay One) ---> Heavy Metal Payback (Album)
- 2008: Schlag Alarm (Chakuza feat. Kay One) ---> Unter der Sonne (Album)
- 2009: Ich regel das allein (Nyze feat. Kay One) ---> Amnezia (Album)
- 2009: Karussel (Nyze feat. Kay One) ---> Amnezia (Album)
- 2009: Sound für den Sommer (feat. Benny Blanko e SK Ekrem) ---> (Freetrack)
- 2009: Allein (feat. AndyR, Blacklife & Dudi) ---> (Freetrack)
- 2009: Durch die Nacht (feat. Dudi) ---> (Freetrack)
- 2009: Ich rap für "Remix" (Bushido & Fler feat. Kay One) ---> Carlo, Cokxxx, Nutten II (Album)
- 2010: Öffne uns die tür (Bushido feat. Kay One) ---> Zeiten ändern dich (Album)
- 2010: Battle on the Rockz (Bushido feat. Fler e Kay One) ---> Zeiten ändern dich (Album)
- 2010: Ich liebe dich ---> Zeiten ändern dich (Album / Traccia Bonus)
- 2010: Zu viel geweint (Fler feat. Reason e Kay One) ---> Flersguterjunge (Album)
- 2010: Fackeln im Wind (Bushido feat. Kay One) ---> (Singolo)
- 2010: Fick die Polizei (feat. SK Ekrem, Cahit, S-Keyp, Blacklife e Seyf) ---> (Freetrack)
- 2010: Ich fahre meinen Film ---> (Freetrack)
- 2010: Scheiss auf dein Tut mir Leid ---> (Freetrack)
- 2011: Bye Bye (feat. Blacklife, Seyf e Hussein) ---> (Freetrack)
- 2011: Jungs fickt euch (feat. Blacklife) ---> (Freetrack)
- 2011: Cash Money Brothers (Bushido feat. Kay One) ---> Jenseits von Gut und Böse (Album)
- 2011: Das ist Business (Bushido feat. Kay One) ---> Jenseits von Gut und Böse (Album)
- 2011: Bad Boyz 4 Life (feat. Shindy, Geeniuz e Blacklife.) ---> (Freetrack)
- 2011: Sie wollen uns sehen (feat. Blacklife) ---> (Freetrack)
- 2011: Crime Payz Millionäre (feat. Seyf, Shindy e Geeniuz) ---> (Freetrack)
- 2011: Schöne neue Welt (Bushido e Sido feat. Kay One) ---> 23 (Album)
- 2012: Multimillionär ---> (Freetrack)
- 2012: Hugo Boss (feat. Shindy) ---> (Freetrack)
- 2012: Bitches & Money (feat. Blacklife) ---> (Freetrack)
- 2012: Nah und doch so fern ---> (Freetrack)
- 2012: Dancing in London (Remix) (Patrick Miller feat. Kay One) ---> (Singolo)
- 2012: Ein letztes mal ---> (Freetrack)
- 2012: Champagne for the pain (feat. Emory) ---> (Freetrack)

### Dissing
- 2008: S.I.D.O. (Bushido feat. Kay One) ---> (Freetrack)
- 2009: Live2Live ---> (Freetrack)

## Filmografia
- Zeiten ändern dich(2010)